# Атаманци
Атаманците са древен народ обитаващ югоизточен Епир и Западна Тесалия. Въпреки че, Страбон и Хекатей от Милет ги наричат „варвари“, те смятат себе си за елини. 
Митовете за Атамант и Ино, които са съществували сред ахейските фтиоти предполагат, че атаманците са заселили тези земи преди 1600 г. пр.н.е.  Атаманците са били независими полу-варварски племена и между 395/355 г. пр.н.е. според Диодор Сицилийски  са във временен съюз с етолийците.  Сред атаманските царе, историческите източници изброяват Аминандър и Теодор Атамански.
По името на атаманците в Гърция планината Чумерка се нарича Атаманика.